# Bátmonostor
Bátmonostor község Bács-Kiskun vármegyében, a Bajai járásban.

## Fekvése
Bács-Kiskun vármegye délnyugati részén,
Bajától 10,5 km-re délre, az 51-es főút mellett fekszik, Dávodtól és Bátától is 15 km, Bátaszéktől 23 km, Mohácstól 28 km, Szekszárdtól pedig 39 km távolságra.

## Története
A 13. században a mai Óbátmonostor nevű területen már a tatárpusztítás előtt állt a közeli Tolna vármegyei Bátha anyamonostor gazdasági telepe kis templommal, melyet valószínűleg a tatárok pusztítottak el. Később a kalocsai érsek foglalta le magának a báthai bencések birtokát.
1321-ben a település birtokosa Johannes filius Petri de Monasterio Both volt. 1322-ben Károly Róbert király Becsei Imre lévai várnagynak adományozta előző tulajdonosa örökös nélküli halála miatt, s a birtok később Töttös és Vesszős nevű fiaié lett. 1323-ban a király a Becsei Imrétől elszakított birtokok visszaszerzésével (visszaadásával) a kalocsai káptalant bízta meg. 1337-ben a bátai apát a templomot filiális apátságra emelte és e ranghoz illő monostort is építtetett, amely a török időkig a Becseiek birtokában maradt. Akkori neve Apáti  vagy Nodjarki (Nagyárki) volt, és az akkori falu a mai Bátmonostortól mintegy negyedórányival közelebb volt a Duna partjához, ahol a templom emelkedettebb˙(dombosabb) helyen épült. Ezt a helyet ma is Óbátmonostornak hívják.
1345-ben Becsei Imre fiának Becsei Töttös-nek, Pilis vármegye főispánjának és Bátmonostor birtokosának Kelemen pápa Avignon-ban kelt levelében megengedte, hogy az említett helyen tizenkét ágostonrendi remete számára templomot és egyéb szükséges épületeket emeltessen. Az apátság a török korig fennállt.
A monostor mellett kialakult helység nevét a korabeli okmányok Bot-Momostora, Monasterium, Both, Bothmononustra, Bathmonostra, Bochhmonustra alakokban írták.
1364-ben I. Lajos király Becsei Imrét és fiait Bátmonostor birtokában újra megerősítette.
1516-ban Bátmonostor mezővárost Bakócz Tamás (Bakacs) esztergomi érsek kapta adományba a királytól. 
Becsei Töttös Lászlónak nem született gyermeke, s halála után, 1518-ban a Csábrági Erdődiek a település birtoklása ügyében perben álltak Töttös unokájával, Kisvárdai Lászlóval.
Az 1500-as évek közepén a Kisvárdaiak voltak a tulajdonosai. 
A török korban a település Monostor néven a bajai nahijé-be tartozott. Egy 1557-es összeírás alkalmával mindössze húsz házat írtak itt össze.
Az 1690-ből való Marsigli-térképen csak Monostor áll a Szurdok csatorna keleti partján. Felszabadulása után a kamara vette birtokba az elpusztult vidéket. 1699-ben Bács-Bodrog vármegye összeírásában a bajai járásban volt, s csak tizenegy család lakta.
A későbbiekben a Czobor család birtoka lett az egész bajai uradalom és Bátmonostor is. 1747-ben Czobor József kamarai engedéllyel eladta báró Vay Lászlónak és Orczy Lőrincnek.
A 18. század végétől 1831-ig Grassalkovich Antal volt a település birtokosa.
A török uralom alatt elpusztult monostorból még 1546 előtt elköltözött szerzetesek helyére később Szent Bazil-rendű szerb szerzetesek, kalugyerek telepedtek le, akik a templom szentélyét rögtönzött tetővel borították. 1724-ig a régi falu helyén a szerzetesek mellett csak néhány szerb család lakott. A bajai uradalom összeírásában Szurdok déli szomszédjaként Mali Monostor (Kismonostor) néven szerepel. 1761-ben a kamara rendeletére a régi bátmonostori templomból és monostorból fennmaradt romokat lőporral felrobbantották. A még használható építőanyagot a szomszédos falvak templomaiba építették be.
2001-ben lakosságából 9 fő németnek, 7 cigánynak, 1 szerbnek és 1 horvát nemzetiségűnek vallotta magát.

## Idegen elnevezései
Horvátul a települést a hercegszántói horvátok Monoštorlijának, a vaskúti horvátok Monoštornak, a bácsszentgyörgyiek pedig Mali Monoštornak hívják.

## Közélete

### Polgármesterei
- 1990–1994: Sárossy László (független)[4]
- 1994–1998: Sárossy László (független)[5]
- 1998–2002: Korsós János (független)[6]
- 2002–2006: Korsós János (független)[7]
- 2006–2007: Korsós János (független)[8]
- 2007–2010: Korsós János (független)[9]
- 2010–2014: Béleczki Mihály (független)[10]
- 2014–2019: Béleczki Mihály (független)[11]
- 2019–2024: Béleczki Mihály (független)[12]
- 2024– : Horváth Ildikó (független)[1]

A településen 2007. augusztus 26-án időközi polgármester-választást (és képviselő-testületi választást) tartottak az előző képviselő-testület önfeloszlatása miatt. A választáson az addigi polgármester is elindult, és egyetlen kihívójával szemben meg is nyerte azt.

## Népesség
A település népességének változása:
| Lakosok száma | 1519 | 1528 | 1473 | 1433 | 1401 | 1423 | 1395 |
|               | 2013 | 2014 | 2018 | 2021 | 2022 | 2023 | 2024 |

A 2011-es népszámlálás során a lakosok 84,8%-a magyarnak, 2,1% cigánynak, 1,4% horvátnak, 1,9% németnek, 0,5% szerbnek mondta magát (15,2% nem nyilatkozott; a kettős identitások miatt a végösszeg nagyobb lehet 100%-nál). A vallási megoszlás a következő volt: római katolikus 61,6%, református 2,1%, evangélikus 0,4%, felekezeten kívüli 10,2% (24,1% nem nyilatkozott).
2022-ben a lakosság 90,1%-a vallotta magát magyarnak, 1,2% cigánynak, 1,2% németnek, 1% horvátnak, 0,4% szerbnek, 0,2% románnak, 0,1-0,1% ukránnak, lengyelnek és örménynek, 1,6% egyéb, nem hazai nemzetiségűnek (9,7% nem nyilatkozott; a kettős identitások miatt a végösszeg nagyobb lehet 100%-nál). Vallásuk szerint 47,3% volt római katolikus, 2,9% református, 0,2% evangélikus, 0,3% görög katolikus, 2% egyéb keresztény, 1,2% egyéb katolikus, 12,9% felekezeten kívüli (33,2% nem válaszolt).

## Nevezetességei
- Római katolikus templom - 1761-ben épült, barokk stílusban.
- Kápolna - a 12. századi monostor helyére épült 1992-ben.
- Helytörténeti kiállítás.

## Kulturális élet
Híresek a település magyar és cigány tamburazenekarai.